# Pürevjargalyn Ljamdegd
Pürevjargalyn Ljamdegd –en mongol, Пүрэвжаргалын Лхамдэгд– (Ulán Bator, 18 de septiembre de 1986) es una deportista mongola que compitió en judo. Ganó una medalla en los Juegos Asiáticos de 2006, y seis medallas en el Campeonato Asiático de Judo entre los años 2007 y 2016.

## Palmarés internacional
| Juegos Asiáticos    | Juegos Asiáticos     | Juegos Asiáticos  | Juegos Asiáticos |
| Año                 | Lugar                | Medalla           | Categoría        |
| ------------------- | -------------------- | ----------------- | ---------------- |
| 2006                | Doha (Catar)         | Medalla de bronce | –78 kg           |
| Campeonato Asiático |                      |                   |                  |
| Año                 | Lugar                | Medalla           | Categoría        |
| 2007                | Kuwait (Kuwait)      | Medalla de plata  | –78 kg           |
| 2008                | Jeju (Corea del Sur) | Medalla de bronce | –78 kg           |
| 2009                | Taipéi (Taiwán)      | Medalla de bronce | –70 kg           |
| 2011                | Abu Dabi (EAU)       | Medalla de oro    | –78 kg           |
| 2012                | Taskent (Uzbekistán) | Medalla de oro    | –78 kg           |
| 2016                | Taskent (Uzbekistán) | Medalla de bronce | –78 kg           |